# 5a etapa del Tour de França de 2013
La 5a etapa del Tour de França de 2013 es disputà el dimecres 3 de juliol de 2013 sobre un recorregut de 228,5 km entre les viles de Canha de Mar (Alps Marítims) i Marsella (Boques del Roine).
L'etapa fou guanyada a l'esprint pel britànic Mark Cavendish (Omega Pharma-Quick Step), que d'aquesta manera aconseguia la seva 24a etapa al Tour de França. No es produeix cap canvi en les classificacions secundàries, ni el mallot groc, que continua en mans de Simon Gerrans (Orica-GreenEDGE).

## Recorregut

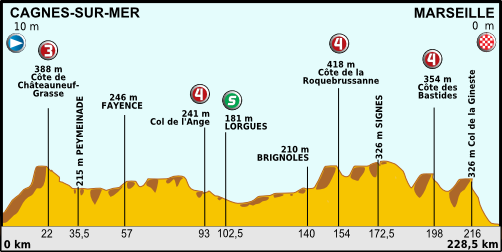
Recorregut de la 5a etapa

Una de les etapes més llargues de la present edició, amb un recorregut força trencacames, però amb sols quatre cotes puntuables en el seu recorregut entre els Canha de Mar (Alps Marítims) i Marsella (Boques del Roine). Durant el recorregut també es passa pel departament del Var. La primera de les cotes, la Cota de Châteauneuf-Grasse, de tercera categoria, es troba al km 22, mentre als km 93, 154 i 198 es passa per tres cotes de quarta categoria. L'esprint del dia es troba a Lorgues, 9 km després de la cota de l'Ange.

## Desenvolupament de l'etapa
Com en les etapes precedents es forma una escapada només prendre's la sortida. El grup, de sis ciclistes, és compost per Yukiya Arashiro, Kévin Réza, ambdós de l'Team Europcar, Thomas de Gendt (Vacansoleil-DCM), Romain Sicard (Euskaltel–Euskadi), Anthony Delaplace (Sojasun) i Alexei Lutsenko (Astana Qazaqstan Team). La diferència creix molt ràpid fins a arribar a una màxima diferència d'11' 40" a manca de 165 km per a l'arribada. De Gendt és el primer a passar per les dues primeres cotes i per l'esprint intermedi de Lorgues. A partir del moment en què els corredors de l'Orica-GreenEDGE, Lotto-Belisol i Argos-Shimano passen a liderar el gran grup les diferències dels escapats comencen a reduir-se. A manca de 52 km per a l'arribada De Gendt atacà entre els escapats. Sicard i Delaplace no poden seguir el ritme, però sí la resta, quedant conformat un grup de quatre corredors al capdavant. Al pas per la Cota des Bastides la diferència s'havia reduït a poc més de 3 minuts. Els escapats arriben a la base del coll no puntuable de la Gineste amb 2 minuts d'avantatge. Al cim, a 10 km per a l'arribada, Lutsenko ataca, sent seguit per Réza. En el descens els homes de l'Omega Pharma-Quick Step acaben per neutralitzar l'escapada a manca de 4 km. La victòria es decideix a l'esprint a Marsella, sent guanyat per Mark Cavendish (Omega Pharma-Quick Step), seguit per Edvald Boasson Hagen (Team Sky) i Peter Sagan (Cannondale). Simon Gerrans (Orica-GreenEDGE) conserva el liderat.

## Esprints
| Primer  | Thomas de Gendt (BEL)    | 20 pts |
| Segon   | Alexei Lutsenko (KAZ)    | 17 pts |
| Tercer  | Anthony Delaplace (FRA)  | 15 pts |
| Quart   | Yukiya Arashiro (JPN)    | 13 pts |
| Cinquè  | Romain Sicard (FRA)      | 11 pts |
| Sisè    | Kévin Réza (FRA)         | 10 pts |
| Setè    | André Greipel (GER)      | 9 pts  |
| Vuitè   | Alexander Kristoff (NOR) | 8 pts  |
| Novè    | Peter Sagan (SVK)        | 7 pts  |
| Desè    | Mark Cavendish (GBR)     | 6 pts  |
| Onzè    | José Joaquín Rojas (ESP) | 5 pts  |
| Dotzè   | Gregory Henderson (NZL)  | 4 pts  |
| Tretzè  | Fabio Sabatini (ITA)     | 3 pts  |
| Catorzè | Kris Boeckmans (BEL)     | 2 pts  |
| Quinzè  | Marcel Sieberg (GER)     | 1 pt   |

| Primer  | Mark Cavendish (GBR)       | 45 pts |
| Segon   | Edvald Boasson Hagen (NOR) | 35 pts |
| Tercer  | Peter Sagan (SVK)          | 30 pts |
| Quart   | André Greipel (GER)        | 26 pts |
| Cinquè  | Roberto Ferrari (ITA)      | 22 pts |
| Sisè    | Alexander Kristoff (NOR)   | 20 pts |
| Setè    | Juan José Lobato (ESP)     | 18 pts |
| Vuitè   | Ramūnas Navardauskas (LTU) | 16 pts |
| Novè    | Cyril Lemoine (FRA)        | 14 pts |
| Desè    | José Joaquín Rojas (ESP)   | 12 pts |
| Onzè    | Samuel Dumoulin (FRA)      | 10 pts |
| Dotzè   | John Degenkolb (GER)       | 8 pts  |
| Tretzè  | Daryl Impey (RSA)          | 6 pts  |
| Catorzè | Danny van Poppel (NED)     | 4 pts  |
| Quinzè  | Simon Gerrans (AUS)        | 2 pt   |

## Cotes
| Primer | Thomas de Gendt (BEL)   | 2 pts |
| Segon  | Anthony Delaplace (FRA) | 1 pt  |

| Primer | Thomas de Gendt (BEL) | 1 pt |

| Primer | Yukiya Arashiro (JPN) | 1 pt |

| Primer | Thomas de Gendt (BEL) | 1 pt |

## Classificació de l'etapa
|    | Ciclista                   | Equip                   | Temps      |
| -- | -------------------------- | ----------------------- | ---------- |
| 1  | Mark Cavendish (GBR)       | Omega Pharma-Quick Step | 5h 31' 51" |
| 2  | Edvald Boasson Hagen (NOR) | Team Sky                | m. t.      |
| 3  | Peter Sagan (SVK)          | Cannondale              | m. t.      |
| 4  | André Greipel (GER)        | Lotto-Belisol           | m. t.      |
| 5  | Roberto Ferrari (ITA)      | Lampre-Merida           | m. t.      |
| 6  | Alexander Kristoff (NOR)   | Team Katusha            | m. t.      |
| 7  | Juan José Lobato (ESP)     | Euskaltel–Euskadi       | m. t.      |
| 8  | Ramūnas Navardauskas (LTU) | Garmin-Sharp            | m. t.      |
| 9  | Cyril Lemoine (FRA)        | Sojasun                 | m. t.      |
| 10 | José Joaquín Rojas (ESP)   | Movistar Team           | m. t.      |

## Classificació general
|    | Ciclista                   | Equip                   | Temps       |
| -- | -------------------------- | ----------------------- | ----------- |
| 1  | Simon Gerrans (AUS)        | Orica-GreenEDGE         | 18h 19' 15" |
| 2  | Daryl Impey (RSA)          | Orica-GreenEDGE         | m. t.       |
| 3  | Michael Albasini (SUI)     | Orica-GreenEDGE         | m. t.       |
| 4  | Michał Kwiatkowski (POL)   | Omega Pharma-Quick Step | + 1"        |
| 5  | Sylvain Chavanel (FRA)     | Omega Pharma-Quick Step | + 1"        |
| 6  | Edvald Boasson Hagen (NOR) | Team Sky                | + 3"        |
| 7  | Chris Froome (GBR)         | Team Sky                | + 3"        |
| 8  | Richie Porte (AUS)         | Team Sky                | + 3"        |
| 9  | Nicolas Roche (IRL)        | Team Saxo-Tinkoff       | + 9"        |
| 10 | Roman Kreuziger (CZE)      | Team Saxo-Tinkoff       | + 9"        |

## Classificacions annexes
|    | Ciclista                 | Equip                   | Punts   |
| -- | ------------------------ | ----------------------- | ------- |
| 1r | Peter Sagan (SVK)        | Cannondale              | 111 pts |
| 2n | Mark Cavendish (GBR)     | Omega Pharma-Quick Step | 76 pts  |
| 3r | Alexander Kristoff (NOR) | Team Katusha            | 76 pts  |

|    | Ciclista             | Equip            | Punts  |
| -- | -------------------- | ---------------- | ------ |
| 1r | Pierre Rolland (FRA) | Team Europcar    | 10 pts |
| 2n | Simon Clarke (AUS)   | Orica-GreenEDGE  | 5 pts  |
| 3r | Blel Kadri (FRA)     | AG2R La Mondiale | 5 pts  |

|    | Ciclista                 | Equip                   | Temps       |
| -- | ------------------------ | ----------------------- | ----------- |
| 1r | Michał Kwiatkowski (POL) | Omega Pharma-Quick Step | 18h 19' 16" |
| 2n | Andrew Talansky (USA)    | Garmin-Sharp            | + 16"       |
| 3r | Nairo Quintana (COL)     | Movistar Team           | + 16"       |

|    | Equip             | Temps       |
| -- | ----------------- | ----------- |
| 1r | Orica-GreenEDGE   | 54h 05' 53" |
| 2n | Team Sky          | + 3"        |
| 3r | Team Saxo-Tinkoff | + 9"        |

## Abandonaments
No es produeix cap abandonament.